# Gitea
Gitea(/ɡɪˈtiː/)는 Git을 사용하여 소프트웨어 개발 버전 관리를 호스팅하고 버그 추적, 코드 검토, 지속적 통합, 간반 보드, 티켓 및 위키와 같은 기타 협업 기능을 호스팅하기 위한 위조 소프트웨어 패키지이다. 자체 호스팅을 지원하지만 무료 공개 자사 인스턴스도 제공한다. Gogs의 포크이며 Go로 작성되었다. Gitea는 리눅스, macOS, 윈도우를 포함하여 Go가 지원하는 모든 플랫폼에서 호스팅될 수 있다. 이 프로젝트는 오픈 콜렉티브에서 자금을 지원받는다.

## 같이 보기
- 버전 관리
- 분산 버전 관리
- 인터넷 호스팅 서비스
- 오픈 소스 소프트웨어
- 깃허브
- 깃랩
- 빗버킷